# Angelos Sikelianos

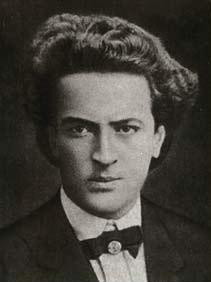
Angelos Sikelianos

Angelos Sikelianos (griechisch Άγγελος Σικελιανός, * 15. März 1884 in Lefkada; † 19. Juni 1951 in Athen) war ein griechischer Dichter und Begründer der esoterischen „Delphischen Idee“.

## Leben

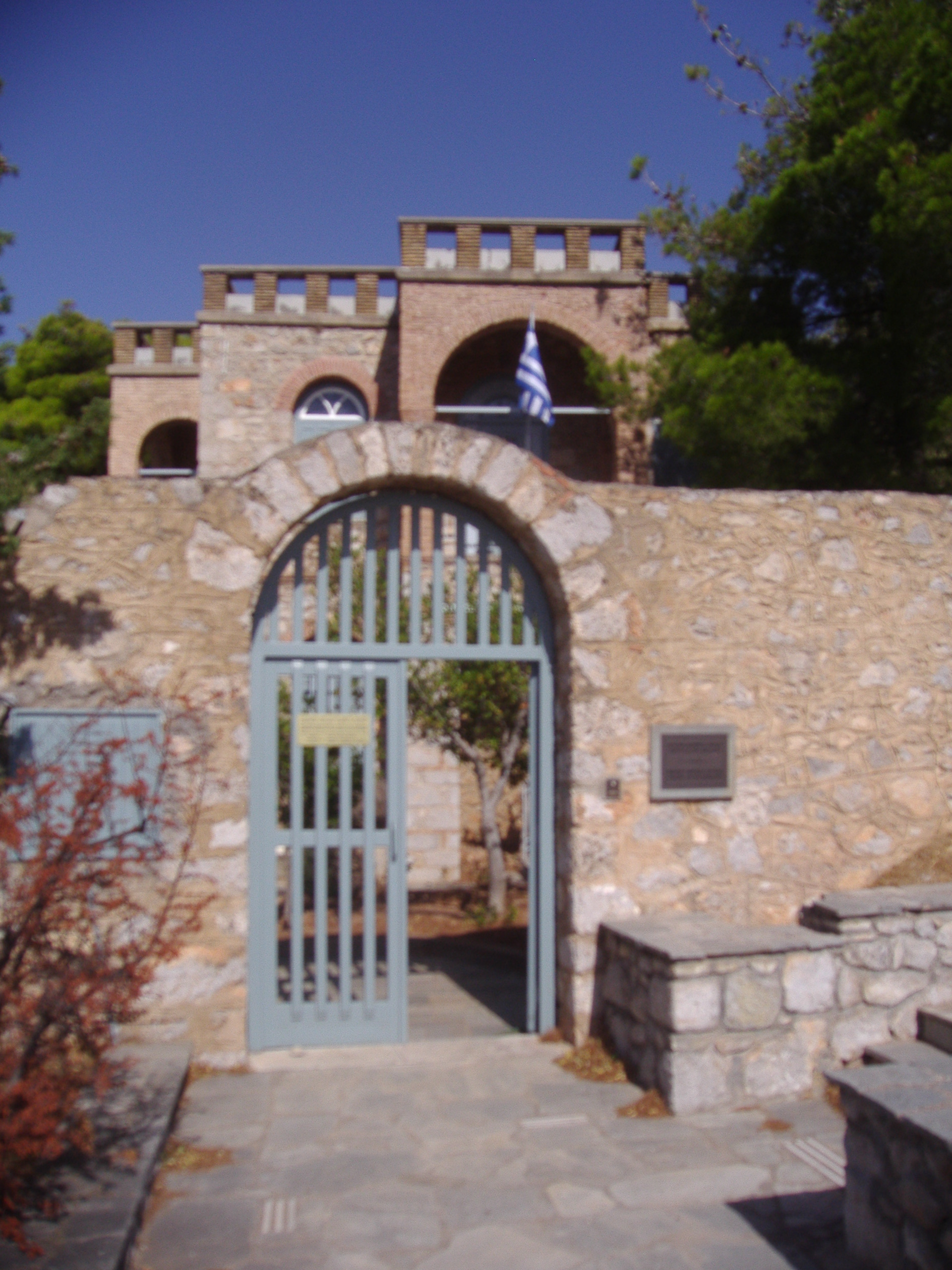
Sikelianos ehemaliges Wohnhaus in Delphi, heute ein Museum

Geboren und aufgewachsen auf der Insel Lefkada im Ionischen Meer, schloss Sikelianos im Jahr 1900 das Gymnasium ab und schrieb sich im Jahr darauf an der rechtswissenschaftlichen Fakultät der Universität Athen ein, ohne sein Studium abzuschließen. Von früh auf begeisterte er sich für Literatur und las altgriechische Dichter wie Homer und Pindar, Platon und die Bibel sowie auch zeitgenössische europäische Schriftsteller wie Gabriele D’Annunzio. Während seines Studiums reiste er viel und wandte sich schließlich ganz der Dichtung und dem Theater zu.
1907 heiratete er in den USA die aus einer reichen New Yorker Familie stammende Amerikanerin Eva Palmer (1874–1952), die er in Paris kennengelernt hatte, wo sie damals Archäologie und Choreographie studierte. 1908 ließen sich die beiden in Athen nieder, wo Sikelianos mit gleichgesinnten Intellektuellen in Berührung kam. 1909 schließlich veröffentlichte er seinen ersten Gedichtband Alafroïskiotos (Αλαφροΐσκιωτος), der in Literatenkreisen große Aufmerksamkeit hervorrief und als Meilenstein in der Geschichte der neugriechischen Literatur gilt. Es folgte eine Phase der Orientierungssuche, bis er zwischen 1915 und 1917 weitere vier Bände veröffentlichte. Darüber hinaus wirkte er in dieser Zeit bei einigen zeitgenössischen Literaturzeitschriften mit.
Nach dem Scheitern der „Delphischen Idee“ ließen Eva und er sich 1934 scheiden. Sie zog wieder in die USA, von wo sie erst nach dem Tod ihres Mannes wieder nach Griechenland zurückkehrte. Sikelianos heiratete 1940 Anna Karamani (1904–2006). Während der deutschen Besatzung 1941–44 spielte Sikelianos eine wichtige Rolle im intellektuellen Widerstand; 1943 hielt er eine vielbeachtete Grabrede auf seinen Freund, den Dichter Kostis Palamas. 1946 wurde er zum Präsidenten des griechischen Schriftstellerverbandes gewählt, 1946 bis 1951 wurde er vom Schriftstellerverband für den Literaturnobelpreis nominiert. Rechtsgerichtete Kreise in Griechenland verhinderten durch ihre massive Kritik eine Auszeichnung. Er starb 1951 in Athen und wurde in Delphi beerdigt.

## Werk
Sikelianos' Werk glänzt durch eine starke lyrische Orientierung und seinen besonderen sprachlichen Reichtum. Bis heute zählt er zu den bedeutendsten und einflussreichsten neugriechischen Dichtern; gleichwohl wurde er außerhalb Griechenlands mit Ausnahme des englischsprachigen Raums bisher kaum rezipiert.

## Die Delphische Idee
In den 1920er Jahren wurde Sikelianos berühmt für seinen Versuch, die Pythischen Spiele von Delphi wieder zu beleben. Bei der „Delphischen Idee“ (Δελφική Ιδέα) ging es ihm um weit mehr als um Literatur, er propagierte damit die endzeitliche Vision einer von Harmonie und Erleuchtung geprägten Gesellschaftsordnung, basierend auf dem von Saint-Yves d’Alveydre Ende des 19. Jahrhunderts entwickelten Modell der Synarchie. D’Alveydre verstand darunter eine von einem esoterischen Kreis, also von „Eingeweihten“ geleitete Theokratie. Delphi war mit Bezug auf d’Alveydres mythischen Entwurf eines antiken griechischen Riesenstaates als Nabel der Welt ausersehen. Finanziell und ideell unterstützt von seiner Frau, warb Sikelianos mit Vorträgen und Artikeln für seinen Gedanken, sodass 1927 und 1930 Der gefesselte Prometheus sowie 1930 außerdem die Die Schutzflehenden von Aischylos nach altgriechischer Dramaturgie in Delphi aufgeführt werden konnten. Zu den Festspielen gehörten wie in der Antike auch athletische Wettkämpfe wie Diskuswurf, Speerwurf und Ringen. Darüber hinaus sollte die Delphische Vereinigung (Δελφική Ένωση) gegründet werden, ein internationaler Zusammenschluss zur Völkerverständigung, sowie eine Universität von Delphi mit dem Ziel, die literarischen Überlieferungen aller Völker in einem gemeinsamen Mythos zu verbinden. 1929 wurde er für diese Pläne von der Akademie von Athen mit der Silbermedaille ausgezeichnet. Allerdings fanden nur die beiden Delphischen Spiele bei kostenlosem Eintritt für alle Besucher statt, weitere Aufführungen konnten aus Geldmangel wegen des nichtkommerziellen Charakters der Veranstaltungen nicht mehr verwirklicht werden.

## Trivia
Sikelianos besaß ein Landhaus auf Salamis, direkt gegenüber dem Kloster Faneromeni. König Paul von Griechenland soll ihn dort regelmäßig auf dem Weg zum Hafen besucht haben.

## Werke

### Einzelausgaben
- Lyrik: Λυρικός Βίος, 3 Bde. (Auswahl), 1946–47.
- Tragödien: Θυμέλη, 3 Bde., 1950–54.

### Gesamtausgabe
- Άπαντα, 6 Bde. (hrsg. v. Georgios Savvidis), 1965–69.